# كيم هاك بوم
كيم هاك بوم (1 مارس 1960 بكوريا الجنوبية - ) هو مدرب كرة قدم ولاعب كرة قدم كوري جنوبي في مركز الدفاع. لعب مع نادي سونغنام وGoyang KB Kookmin Bank FC ‏.

## وصلات خارجية
- كيم هاك بوم على موقع دوري كوريا الجنوبية (الإنجليزية)
- كيم هاك بوم على موقع Soccerway.com (الإنجليزية)
- كيم هاك بوم على موقع عالم كرة القدم.نت (الإنجليزية)
- كيم هاك بوم على موقع أوليمبيديا (الإنجليزية)